# Mario Andretti
Mario Gabrielle Andretti, född 28 februari 1940 i Montona i Italien (nuvarande Motovun i Kroatien), är en amerikansk racerförare.  Han är far till racerförarna Michael och Jeff Andretti, och farfar till Marco Andretti. Dessutom är han farbror till racerföraren John Andretti.

## Racingkarriär
Andretti debuterade i formel 1 i Lotus 1968 och körde sitt sista F1-lopp i Las Vegas 1982. Han blev F1-världsmästare  1978 i en Lotus-Ford. 
Andretti är en av de mest mångsidiga förarna genom tiderna, eftersom han även vunnit i PPG Indycar World Series (Champ Car World Series) och i sportvagnsracing.   Andretti vann sitt sista Champ Car 1993 i Phoenix, Arizona, 53 år gammal. Hans finaste enskilda seger kom dock i Indianapolis 500 1969, då han vann den tävlingen efter flera försök.
Andretti blev invald i International Motorsports Hall of Fame 2000 och fick motta utmärkelsen FIA Gold Medal for Motor Sport 2007. Racingspelet Mario Andretti Racing är namngivet efter honom.

### Diskvalificerad i F1-lopp

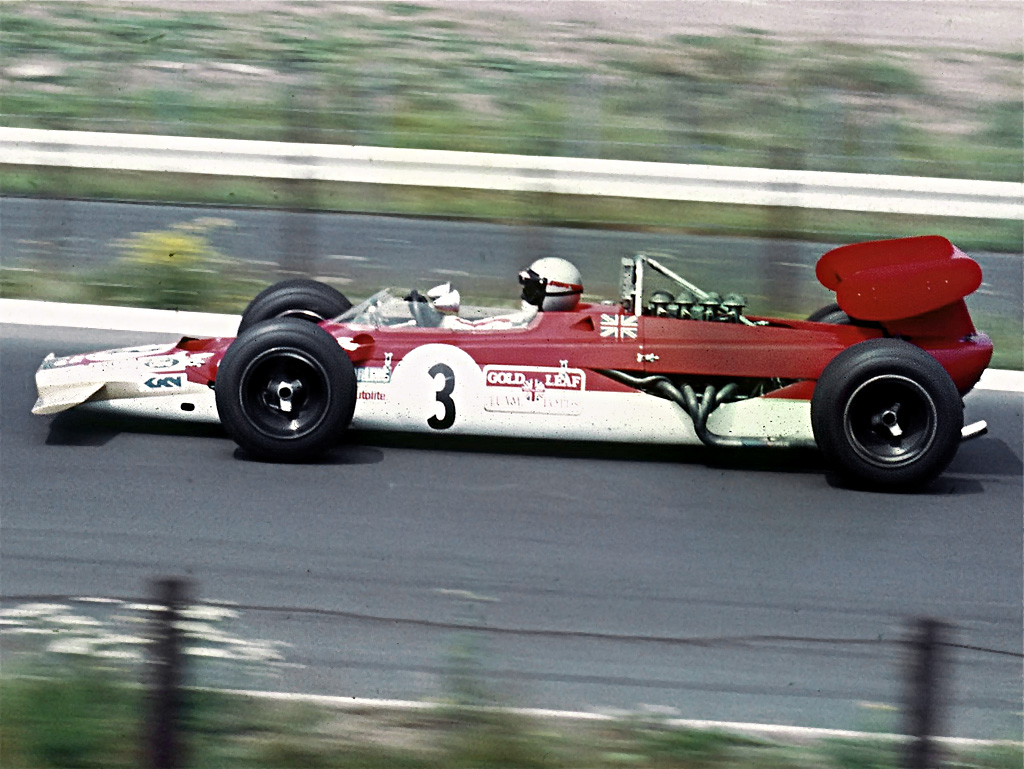
Mario Andretti i en Lotus 63 under träning i.

## F1-karriär
| Säsong                 | Stall/Tillverkare            | Placering              | Lopp | Poäng | Etta | Tvåa | Trea | Pole | Varv |
| ---------------------- | ---------------------------- | ---------------------- | ---- | ----- | ---- | ---- | ---- | ---- | ---- |
| 1968                   | Lotus-Ford                   | -                      | 2    |       |      |      |      | 1    |      |
| 1969                   | Lotus-Ford                   | -                      | 3    |       |      |      |      |      |      |
| 1970                   | STP Corporation (March-Ford) | 15                     | 5    | 4     |      |      | 1    |      |      |
| 1971                   | Ferrari                      | 8                      | 7    | 12    | 1    |      |      |      | 1    |
| 1972                   | Ferrari                      | 12                     | 5    | 4     |      |      |      |      |      |
| 1974                   | Parnelli-Ford                | -                      | 2    |       |      |      |      |      |      |
| 1975                   | Parnelli-Ford                | 14                     | 12   | 5     |      |      |      |      | 1    |
| 1976                   | Parnelli-Ford Lotus-Ford     | 6                      | 15   | 22    | 1    |      | 2    | 1    | 1    |
| 1977                   | Lotus-Ford                   | 3                      | 17   | 47    | 4    | 1    |      | 7    | 4    |
| 1978                   | Lotus-Ford                   | 1                      | 16   | 64    | 6    | 1    |      | 8    | 3    |
| 1979                   | Lotus-Ford                   | 10                     | 15   | 14    |      |      | 1    |      |      |
| 1980                   | Lotus-Ford                   | 20                     | 14   | 1     |      |      |      |      |      |
| 1981                   | Alfa Romeo                   | 17                     | 15   | 3     |      |      |      |      |      |
| 1982                   | Williams-Ford Ferrari        | 19                     | 3    | 4     |      |      | 1    | 1    |      |
| Sammanlagt 14 säsonger | Sammanlagt 14 säsonger       | Sammanlagt 14 säsonger | 131  | 180   | 12   | 2    | 5    | 18   | 10   |

| 1. Sydafrika 1971 2. Japan 1976 3. USA West 1977 4. Spanien 1977 5. Frankrike 1977 6. Italien 1977 7. Argentina 1978 8. Belgien 1978 9. Spanien 1978 10. Frankrike 1978 11. Tyskland 1978 12. Nederländerna 1978 |

| 1. USA 1977 2. USA West 1978 |

| 1. Spanien 1970 2. Nederländerna 1976 3. Kanada 1976 4. Spanien 1979 5. Italien 1982 |

| 1. USA 1968 2. Japan 1976 3. Spanien 1977 4. Belgien 1977 5. Sverige 1977 6. Frankrike 1977 7. Nederländerna 1977 8. Kanada 1977 9. Japan 1977 10. Argentina 1978 11. Belgien 1978 12. Spanien 1978 13. Sverige 1978 14. Tyskland 1978 15. Nederländerna 1978 16. Italien 1978 17. USA East 1978 18. Italien 1982 |

| 1. Sydafrika 1971 2. Spanien 1975 3. Sverige 1976 4. Sverige 1977 5. Frankrike 1977 6. Italien 1977 7. Kanada 1977 8. Sydafrika 1978 9. Spanien 1978 10. Italien 1978 |